# Manzie Johnson
Manzie Isham Johnson (Putnam, 19 augustus 1906 - New York, 9 april 1971) was een Amerikaanse jazz-drummer.
Johnson speelde piano en viool, daarna stapte hij over op de drums. Hij speelde rond 1924 bij Willie Gant in Small's Paradise en werkte daarna met onder meer June Clark, Fats Waller, Jelly Roll Morton (waarmee hij in 1928 opnames maakte), James P. Johnson en Horace Henderson (1930). In de periode 1931-1937 was hij actief in het orkest van Don Redman. Hierna was hij een freelancer en speelde hij met bijvoorbeeld Red Allen, Benny Morton, Willie Bryant, Lil Armstrong, Mezz Mezrow, Redman, Johnson, Ovie Alston en Fletcher Henderson. Tijdens de oorlog vervulde hij militaire dienst, daarna speelde hij parttime. Hij nam op met Sidney Bechet (ca. 1951) en werkte samen met Garvin Bushell en Happy Caldwell. Johnson heeft nooit opnames als leider gemaakt, maar hij is te horen op platen van Red Allen, Morton, Bunk Johnson, Cab Calloway (begin jaren dertig), de Boswell Sisters, Teddy Bunn, de Mills Brothers, Jonah Jones, Willie "The Lion" Smith, McKinney's Cotton Pickers, Charlie Shavers, Django Reinhardt en anderen.